# Carl Zimmerer
Carl Zimmerer (ur. 4 grudnia 1926 w Bad Berneck im Fichtelgebirge, zm. 23 kwietnia 2001) – niemiecki ekonomista, bankowiec, menadżer.
Studiował politologię na uczelniach w Erlangen, Frankfurcie nad Menem i Genewie. Doktorat napisał pod kierunkiem Wilhelma Röpke. Po studiach pracował na uniwersytetach w Mannheim i Kolonii. Potem pracował w Düsseldorfie w Commerzbanku. Działał w branży finansowej, zasiadając w radzie nadzorczej Agrippina Rückversicherungs AG. Opublikował około 20 książek i liczne artykuły. Politycznie był zwolennikiem FDP. Wyrażał poglądy prawicowo-konserwatywne. Publikował w czasopismach "Criticon", "Nation und Europa" oraz "Jungen Freiheit".

## Dzieła
- "Kompendium der VWL". Düsseldorf 1960.
- "Handbuch der Vermögensanlage", Frankfurt nad Menem 1964.
- "Industriebilanzen lesen und beurteilen", Monachium 1967 (siódme wydanie 1991).
- "Neuere Entwicklungen in Betriebswirtschaftslehre und Praxis" Frankfurt nad Menem 1968.
- "Die Bilanzwahrheit und die Bilanzlüge", Wiesbaden 1979.
- "Hammer sein, nicht Amboß: Nachdenkenswertes und Heiteres über Manager und Unternehmer", Herford 1985.
- "Wir Wirtschaftswunderkinder sind älter geworden" Herford 1987.
- "Anmerkungen eines liberal Gebliebenen" Herford 1990.